# Elyas M’Barek
Elyas M’Barek (* 29. května 1982 Mnichov) je rakouský herec.

## Životopis
Má rakouské občanství, ale celý svůj život žije v Mnichově. Narodil se rakouské matce, která je zdravotní sestra, a tuniskému otci, který se živí jako programátor. Má dva mladší bratry, Raphaela a Josepha. Vyrostl v mnichovské čtvrti Sendling. Svá studia ukončil diplomem na mnichovské průmyslové škole Roberta Bosche.
Od října 2015 provozuje v Mnichově se svými dvěma obchodními partnery italskou restauraci. Je členem spolkového svazu herců.

## Kariéra
Jeho filmovým debutem byla v roce 2001 komedie Holky to chtěj taky. Mezinárodního proslavení se mu dostalo v sitcomu Turečtina pro začátečníky, kde ztvárnil tureckého mladíka Cema Öztürka. Za tuto roli byl v roce 2006 oceněn německou televizní cenou v kategorii Nejlepší herec v televizním seriálu. Měl jednu z hlavních rolí ve filmu Wholetrain, který se zabýval scénou graffiti. V roce 2008 hrál tureckého chlapce Sinana podporujícího fašismus ve filmové adaptaci knihy Die Welle s názvem Náš vůdce. V letech 2009 až 2011 hrál v seriálu Deník doktorky. V roce 2010 ztvárnil roli mladého Bushida. V témž roce si zahrál ve filmu What a Man. Roli Cema Öztürka si zopakoval v roce 2012 ve filmu Turecky snadno a rychle. Rok 2012 přinesl i další významnou roli ve filmu Offroad, kde ztvárnil Salima Hekimoglu.
V roce 2012 ve filmu Hotel Transylvania zapůjčil svůj hlas jedné z hlavních postav. V roce 2013 měl hlavní roli Zekiho Müllera v komerčně úspěšném filmu Fakjů pane učiteli. Kromě toho ztvárnil upíra v americkém fantasy filmu Mortal Instruments: Město z kostí. Rok 2014 mu přinesl hned dvě hlavní role, a to hackera Maxe ve filmu Who am I – žádný systém není bezpečný a Erolla ve filmu I muži mají své dny. V roce 2015 si zopakoval roli Zekiho Müllera ve filmu Fakjů pane učiteli 2, který byl na pokladnách kin velmi úspěšný. V ten samý rok si zahrál Josepha ve filmu Traumfrauen.
O rok později v roce 2016 ztvárnil doktora Tareka Bergera ve filmu Vítejte u Hartmannů. Film se zabývá aktuálními tématy a mapuje začleňování uprchlíků do Německa. V roce 2017 zakončil trilogii Zekiho Müllera filmem Fakjů pane učiteli 3. Další filmové premiéry, které ho v roce 2017 čekaly, byly Spolu to dáme a Paddington 2. V prvním zmiňovaném ztvárnil hlavní postavu Lennyho. Film se natáčel v roce 2012, ale byl uveden do kin 21. prosince 2017. Ve filmu Paddington 2 propůjčil svůj hlas stejnojmennému hlavnímu hrdinovi v německé verzi.

## Filmografie
| Rok       | Název                                 | Role                           | Poznámky                                                                            |
| --------- | ------------------------------------- | ------------------------------ | ----------------------------------------------------------------------------------- |
| 2001      | Holky to chtěj taky                   | Blaubart                       |                                                                                     |
| 2001      | Riekes Liebe                          |                                | televizní film                                                                      |
| 2002      | Epsteinova noc                        | devatenáctiletý Jochen Epstein |                                                                                     |
| 2002      | Nevěra za nevěru                      | prodejce růží                  | televizní film                                                                      |
| 2002      | Verdammt verliebt                     | Mike Berger                    | televizní seriál, epizoda: „Jule im Abseits“                                        |
| 2002      | Místo činu                            | muž na diskotéce               | televizní seriál, epizoda: „Totentanz“                                              |
| 2003      | Hlasy minulosti                       |                                |                                                                                     |
| 2003      | Hájovna Falkenau                      | Steven                         | televizní seriál, epizoda: „Vertrauen“                                              |
| 2004      | Schulmädchen                          | Ali Can                        | televizní seriál, 5 epizod                                                          |
| 2005      | Kobra 11: Nasazení týmu 2             | Erhan Ükül                     | televizní seriál, epizoda: „Zeugenschutz“                                           |
| 2006      | 40. okrsek                            | Rajel Kalifeh                  | televizní seriál, epizoda: „Dienstwaffen“                                           |
| 2006      | Wholetrain                            | Elyas                          |                                                                                     |
| 2006      | Deutschmänner                         | Machmuts Kumpel                | televizní film                                                                      |
| 2006–2008 | Turečtina pro začátečníky             | Cem Öztürk                     | televizní seriál, 52 epizod                                                         |
| 2007–2008 | KDD – Kriminaldauerdienst             | Timur                          | televizní seriál, 4 epizody                                                         |
| 2008      | Náš vůdce                             | Sinan                          |                                                                                     |
| 2008      | Ve jménu zákona                       | Mehmet Karan                   | televizní seriál, epizoda: „Schulzeit“                                              |
| 2008      | Instruktor Schmidt                    | člen KSK                       |                                                                                     |
| 2008      | Großstadtrevier                       | Sven Klawitter                 | televizní seriál, epizoda: „Das Geheimnis des Hafenpastors“                         |
| 2009      | Kuře s ušima                          | Bernd                          |                                                                                     |
| 2009      | Kobra 11                              | Tim Bazman                     | televizní seriál, epizoda: „Geliebter Feind“                                        |
| 2009      | Mužská srdce                          | člen Aggro Berlin              |                                                                                     |
| 2009      | Nachtschicht                          | asistent obchodní komory       | televizní seriál, epizoda: „Wir sind die Polizei“                                   |
| 2009      | Policie Hamburk                       | Hassan Demir                   | televizní seriál, epizoda: „Knock Out“                                              |
| 2009      | Místo činu                            | Ferhat Korkmaz                 | televizní seriál, epizoda: „Familienaufstellung“                                    |
| 2009      | Rosa Roth – Das Mädchen aus Sumy      | Nejo Gül                       | televizní film                                                                      |
| 2009–2011 | Deník doktorky                        | Dr. Maurice Knechtlsdorfer     | televizní seriál, 11 epizod                                                         |
| 2010      | Utajená láska                         | Sam McPhearson                 | televizní film                                                                      |
| 2010      | Danni Lowinski                        | Rasoul Abbassi                 | televizní seriál, 13 epizod                                                         |
| 2010      | Teufelskicker                         | Flo                            |                                                                                     |
| 2010      | Zeiten ändern Dich                    | mladý Bushido                  |                                                                                     |
| 2011      | Viking Vicky a poklad bohů 3D         | strážce bludiště               |                                                                                     |
| 2011      | What a Man                            | Okke                           |                                                                                     |
| 2011      | FunnyMovie                            | Günni Wolfenstein              | televizní seriál, epizoda: „Biss zur großen Pause – Das Highschool Vampir Grusical“ |
| 2011      | Rottmann schlägt zurück               | Deniz Öktay                    |                                                                                     |
| 2011      | SOKO München                          | Mesut Wenz                     | televizní seriál, epizoda: „Zimmer 105“                                             |
| 2012      | Die ProSieben Märchenstunde           | Harun                          | televizní seriál, epizoda: „Kalif Storch“                                           |
| 2012      | Heiter bis wolkig                     | Can                            |                                                                                     |
| 2012      | Turecky snadno a rychle               | Cem Öztürk                     |                                                                                     |
| 2012      | Slavná pětka                          | Tierfilmer Vince               |                                                                                     |
| 2012      | Offroad                               | Salim Hekimoglu                |                                                                                     |
| 2013      | Fakjů pane učiteli                    | Zeki Müler                     |                                                                                     |
| 2013      | Mortal Instruments: Město z kostí     | upír                           |                                                                                     |
| 2013      | Ranhojič                              | Karim                          |                                                                                     |
| 2014      | Männerhort                            | Eroll                          |                                                                                     |
| 2014      | Who am I – žádný systém není bezpečný | Max                            |                                                                                     |
| 2015      | Traumfrauen                           | Joseph                         |                                                                                     |
| 2015      | Fakjů pane učiteli 2                  | Zeki Müler                     |                                                                                     |
| 2016      | Vítejte u Hartmannů                   | doktor Tarek Berger            |                                                                                     |
| 2017      | Fakjů pane učiteli 3                  | Zeki Müller                    |                                                                                     |
| 2017      | Paddington 2                          | dabing Paddingtona             | dabing v německé verzi                                                              |
| 2017      | Spolu to dáme                         | Lenny Reinhard                 |                                                                                     |
| 2019      | Téměř dokonalá tajemství              | Leo Keschwari                  |                                                                                     |
| 2019      | Případ Collini                        | Caspar Leinen                  |                                                                                     |
| 2020      | Nightlife: Na tahu                    | Milo                           |                                                                                     |
| 2020      | Smysl života                          | Niklas                         |                                                                                     |

## Ocenění a nominace
| Rok  | Cena                                 | Kategorie                        | Film                                  | Výsledek  | Ref.  |
| ---- | ------------------------------------ | -------------------------------- | ------------------------------------- | --------- | ----- |
| 2006 | Německé televizní ceny               | Nejlepší seriál                  | Turečtina pro začátečníky             | vítěz     | [ 3 ] |
| 2010 | Bravo Otto                           | Nejlepší mužská televizní hvězda |                                       | nominován | [ 3 ] |
| 2012 | Cena Bambi                           | Národní film                     | Turečtina pro začátečníky             | vítěz     | [ 3 ] |
| 2012 | Hamptons International Film Festival | Průlomový výkon                  | Turečtina pro začátečníky             | vítěz     | [ 3 ] |
| 2013 | Cena Jupitera                        | Nejlepší německý herec           | Heiter bis wolking                    | vítěz     | [ 3 ] |
| 2014 | Monte-Carlo Comedy Film Festival     | Nejlepší herec                   | Fakjů pane učiteli                    | vítěz     | [ 3 ] |
| 2014 | Romy Gala, Rakousko                  | Nejoblíbenější herec             | Fakjů pane učiteli                    | vítěz     | [ 3 ] |
| 2014 | Cena Bambi                           | Národní film                     | Fakjů pane učiteli                    | vítěz     | [ 3 ] |
| 2014 | CQ Muž roku                          |                                  |                                       |           | [ 3 ] |
| 2015 | Bravo Otto                           | Nejlepší herec                   |                                       | vítěz     | [ 3 ] |
| 2015 | Cena Bambi                           | Národní film                     | Who am I - žádný systém není bezpečný | vítěz     | [ 3 ] |
| 2015 | Cena Jupiter                         | Nejlepší německý herec           | Who am I - žádný systém není bezpečný | nominován | [ 3 ] |
| 2016 | Cena Jupiter                         | Nejlepší německý herec           | Traumfrauen                           | nominován | [ 3 ] |
| 2016 | Romy Gala, Rakousko                  | Nejoblíbenější herec             | Fakjů pane učiteli 2                  | nominován | [ 3 ] |
| 2016 | Golden Hen Awards, Německo           | Herectví                         | Fakjů pane učiteli 2                  | nominován | [ 3 ] |
| 2018 | Golden Hen Awards, Německo           | Herectví                         | Fakjů pane učiteli 3, Spolu to dáme   | vítěz     | [ 3 ] |
| 2018 | Romy Gala, Rakousko                  | Nejoblíbenější herec             | Fakjů pane učiteli 3                  | vítěz     | [ 3 ] |
| 2020 | Romy Gala, Rakousko                  | Nejoblíbenější herec             | Případ Collini                        | nominován | [ 3 ] |
| 2021 | Romy Gala, Rakousko                  | Nejoblíbenější host pořadu       | Wer stiehlt mir die Show?             | nominován | [ 3 ] |
| 2021 | Německé televizní ceny               | Nejlepší zábavný program         | Wer stiehlt mir die Show?             | vítěz     | [ 3 ] |
| 2023 | Cena Bambi                           | Nejlepší národní herec           | Tausend Zeilen                        | nominován | [ 3 ] |

## Galerie

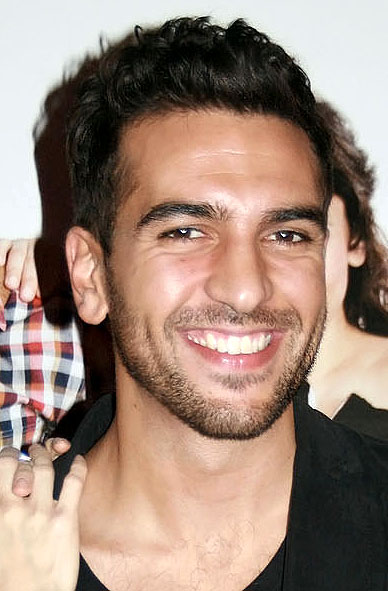
Elyas M’Barek v roce 2011
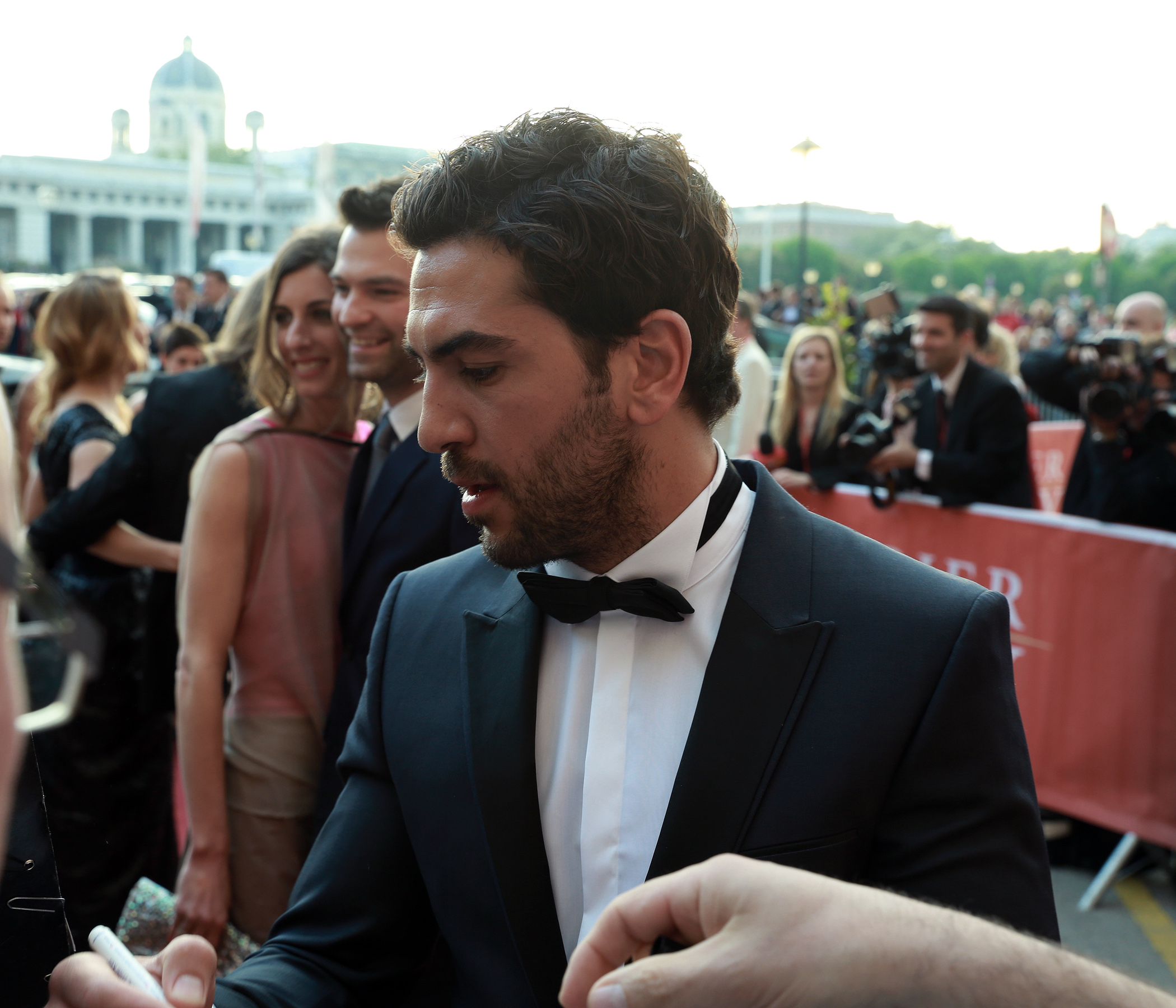
Elyas M'Barek na předávání cen Romy v roce 2014